# Leichtathletik-Weltmeisterschaften 2009/Teilnehmer (Russland)
| Gelbes Symbol für Goldmedaillen mit stilisierten Olympischen Ringen | Graues Symbol für Silbermedaillen mit stilisierten Olympischen Ringen | Braundes Symbol für Bronzemedaillen mit stilisierten Olympischen Ringen |
| ------------------------------------------------------------------- | --------------------------------------------------------------------- | ----------------------------------------------------------------------- |
| 2                                                                   | 3                                                                     | 5                                                                       |

Der russische Leichtathletik-Verband stellte 101 Athleten bei den Leichtathletik-Weltmeisterschaften 2009 in Berlin.

## Ergebnisse

### Männer

#### Laufdisziplinen
| Athlet                                                                      | Disziplin        | Vorlauf     | Vorlauf | Viertelfinale | Viertelfinale | Halbfinale         | Halbfinale         | Finale             | Finale             |
| Athlet                                                                      | Disziplin        | Zeit        | Platz   | Zeit          | Platz         | Zeit               | Platz              | Zeit               | Platz              |
| --------------------------------------------------------------------------- | ---------------- | ----------- | ------- | ------------- | ------------- | ------------------ | ------------------ | ------------------ | ------------------ |
| Roman Smirnow                                                               | 200 m            | 20,85 s     | 22      | 20,72 s SB    | 19            | nicht qualifiziert | nicht qualifiziert | nicht qualifiziert | nicht qualifiziert |
| Maxim Dyldin                                                                | 400 m            | 45,91 s     | 25      |               |               | nicht qualifiziert | nicht qualifiziert | nicht qualifiziert | nicht qualifiziert |
| Juri Borsakowski                                                            | 800 m            | 1:45,86 min | 2       |               |               | 1:45,16 min        | 2                  | 1:45,57 min        | 4                  |
| Anatoli Rybakow                                                             | 10.000 m         |             |         |               |               |                    |                    | 28:42,28 min       | 20                 |
| Juri Abramow                                                                | Marathon         |             |         |               |               |                    |                    | 2:17:04 h          | 27                 |
| Oleg Kulkow                                                                 | Marathon         |             |         |               |               |                    |                    | 2:15:40 h          | 20                 |
| Michail Limaew1                                                             | Marathon         |             |         |               |               |                    |                    | 2:21:47 h          | 45                 |
| Waleri Bortschin1                                                           | 20 km Gehen      |             |         |               |               |                    |                    | 1:18:41 h          | 1                  |
| Andrei Kriwow                                                               | 20 km Gehen      |             |         |               |               |                    |                    | 1:22:19 h          | 16                 |
| Pjotr Trofimow                                                              | 20 km Gehen      |             |         |               |               |                    |                    | 1:26:02 h          | 30                 |
| Juri Andronow                                                               | 50 km Gehen      |             |         |               |               |                    |                    | DNF                | DNF                |
| Sergei Kirdjapkin1                                                          | 50 km Gehen      |             |         |               |               |                    |                    | 3:38:35 h          | 1                  |
| Denis Nischegorodow                                                         | 50 km Gehen      |             |         |               |               |                    |                    | DNF                | DNF                |
| Alexander Derewjagin                                                        | 400 m Hürden     | 49,83 s     | 21      |               |               | nicht qualifiziert | nicht qualifiziert | nicht qualifiziert | nicht qualifiziert |
| Ildar Minschin                                                              | 3000 m Hindernis | 8:33,89 min | 23      |               |               |                    |                    | nicht qualifiziert | nicht qualifiziert |
| Maxim Dyldin Valentin Krugljakow Konstantin Swetschkar Alexander Derewjagin | 4 × 400 m        | 3:02,78 min | 8       |               |               |                    |                    | nicht qualifiziert | nicht qualifiziert |

1 nachträglich des Dopingvergehens überführt

#### Sprung/Wurf
| Athlet                  | Disziplin      | Qualifikation | Qualifikation | Finale             | Finale             |
| Athlet                  | Disziplin      | Weite/Höhe    | Platz         | Weite/Höhe         | Platz              |
| ----------------------- | -------------- | ------------- | ------------- | ------------------ | ------------------ |
| Jaroslaw Rybakow        | Hochsprung     | 2,30 m        | 6             | 2,32 m             | Gold               |
| Andrei Tereschin        | Hochsprung     | 2,24 m        | 18            | nicht qualifiziert | nicht qualifiziert |
| Iwan Uchow              | Hochsprung     | 2,30 m        | 6             | 2,23 m             | 10                 |
| Alexander Gripitsch     | Stabhochsprung | 5,65 m        | 8             | 5,75 m PB          | 5                  |
| Igor Pawlow             | Stabhochsprung | 5,55 m        | 16            | nicht qualifiziert | nicht qualifiziert |
| Wiktor Tschistjakow     | Stabhochsprung | 5,55 m        | 12            | 5,50 m             | 10                 |
| Alexander Menkow        | Weitsprung     | 7,72 m        | 32            | nicht qualifiziert | nicht qualifiziert |
| Jewgeni Plotnir         | Dreisprung     | 16,29 m       | 32            | nicht qualifiziert | nicht qualifiziert |
| Igor Spassowchodski     | Dreisprung     | 17,02 m       | 9             | 16,91 m            | 7                  |
| Walerij Plotnir         | Kugelstoßen    | 18,92 m       | 29            | nicht qualifiziert | nicht qualifiziert |
| Maxim Sidorow           | Kugelstoßen    | 18,92 m       | 30            | nicht qualifiziert | nicht qualifiziert |
| Pawel Sofjin            | Kugelstoßen    | 20,16 m       | 10            | 19,89 m            | 9                  |
| Bogdan Pischtschalnikow | Diskuswurf     | 62,93 m       | 9             | 65,02 m            | 7                  |
| Nikolai Sedjuk          | Diskuswurf     | 59,03 m       | 25            | nicht qualifiziert | nicht qualifiziert |
| Alexei Sagorny          | Hammerwurf     | 75,38 m       | 12            | 78,09 m            | Bronze             |
| Igor Winitschenko       | Hammerwurf     | 77,54 m       | 6             | NMW                | NMW                |
| Alexander Iwanow        | Speerwurf      | 78,00 m       | 20            | nicht qualifiziert | nicht qualifiziert |
| Ilja Korotkow           | Speerwurf      | 71,59 m       | 38            | nicht qualifiziert | nicht qualifiziert |
| Sergei Makarow          | Speerwurf      | 78,68 m       | 13            | nicht qualifiziert | nicht qualifiziert |

#### Zehnkampf
| Athlet              | Disziplin | 100 m      | Weit- sprung | Kugel- stoßen | Hoch- sprung | 400 m      | 110 m Hürden | Diskus- wurf | Stabhoch- sprung | Speer- wurf | 1500 m         | Punkte  | Platz  |
| ------------------- | --------- | ---------- | ------------ | ------------- | ------------ | ---------- | ------------ | ------------ | ---------------- | ----------- | -------------- | ------- | ------ |
| Wassili Charlamow   | Ergebnis  | 11,22 s PB | 7,38 m       | 14,95 m       | 1,93 m       | 49,44 s    | 14,83 s      | 46,24 m      | 5,00 m PB        | 59,93 m PB  | 4:41,54 min    | 8065    | 17     |
| Wassili Charlamow   | Punkte    | 812        | 905          | 787           | 740          | 841        | 870          | 792          | 910              | 737         | 671            | 8065    | 17     |
| Alexander Pogorelow | Ergebnis  | 10,95 s SB | 7,49 m SB    | 16,65 m PB    | 2,08 m SB    | 50,27 s SB | 14,19 s SB   | 48,46 m      | 5,10 m PB        | 63,95 m SB  | 4:48,70 min SB | 8528 PB | Bronze |
| Alexander Pogorelow | Punkte    | 872        | 932          | 891           | 878          | 802        | 950          | 838          | 941              | 797         | 627            | 8528 PB | Bronze |
| Alexei Syssojew     | Ergebnis  | 10,85 s SB | 6,87 m SB    | 16,17 m PB    | 2,02 m       | 49,32 s SB | 14,97 m SB   | 53,03 m      | 5,10 m PB        | 64,55 m PB  | 4:34,97 min SB | 8454 SB | 5      |
| Alexei Syssojew     | Punkte    | 894        | 783          | 862           | 822          | 846        | 853          | 934          | 941              | 807         | 712            | 8454 SB | 5      |

### Frauen

#### Laufdisziplinen
| Athletin | Disziplin        | Vorlauf        | Vorlauf | Viertelfinale | Viertelfinale | Halbfinale         | Halbfinale         | Finale             | Finale             |
| Athletin | Disziplin        | Zeit           | Platz   | Zeit          | Platz         | Zeit               | Platz              | Zeit               | Platz              |
| --- | ---------------- | -------------- | ------- | ------------- | ------------- | ------------------ | ------------------ | ------------------ | ------------------ |
| Anna Geflich | 100 m            | 11,47 s        | 19      | 11,46 s       | 22            | nicht qualifiziert | nicht qualifiziert | nicht qualifiziert | nicht qualifiziert |
| Jewgenija Andrejewna Poljakowa                                                                                                | 100 m            | 11,41 s        | 13      | 11,52 s       | 26            | nicht qualifiziert | nicht qualifiziert | nicht qualifiziert | nicht qualifiziert |
| Jelena Bolsun | 200 m            | 23,06 s        | 13      |               |               | 23,27 s            | 19                 | nicht qualifiziert | nicht qualifiziert |
| Julija Guschtschina | 200 m            | 23,07 s        | 14      |               |               | 23,24 s            | 17                 | nicht qualifiziert | nicht qualifiziert |
| Olga Saizewa | 200 m            | 23,28 s        | 19      |               |               | 23,19 s            | 15                 | nicht qualifiziert | nicht qualifiziert |
| Anastassija Kapatschinskaja                                                                                                   | 400 m            | 51,17 s        | 5       |               |               | 50,30 s            | 7                  | 50,53 s            | 7                  |
| Antonina Kriwoschapka | 400 m            | 51,03 s        | 2       |               |               | 49,67 s            | 2                  | 49,71 s            | Bronze             |
| Ljudmila Litwinowa | 400 m            | 51,31 s        | 8       |               |               | 50,52 s            | 10                 | nicht qualifiziert | nicht qualifiziert |
| Swetlana Kljuka | 800 m            | 2:03,40 min    | 19      |               |               | 2:00,48 min        | 9                  | nicht qualifiziert | nicht qualifiziert |
| Jelena Wladimirowna Kotulskaja                                                                                                | 800 m            | 2:02,49 min    | 7       |               |               | 2:02,02 min        | 18                 | nicht qualifiziert | nicht qualifiziert |
| Marija Sawinowa | 800 m            | 2:03,27 min    | 15      |               |               | 1:59,30 min        | 2                  | 1:58,68 min        | 5                  |
| Anna Alminowa | 1500 m           | 4:08,13 min    | 5       |               |               | 4:12,55 min        | 23                 | nicht qualifiziert | nicht qualifiziert |
| Natalja Jewdokimowa1 | 1500 m           | 4:08,06 min    | 4       |               |               | 4:04,93 min        | 6                  | 4:07,71 min        | 8                  |
| Oxana Sbroschek | 1500 m           | 4:09,84 min    | 25      |               |               | nicht qualifiziert | nicht qualifiziert | nicht qualifiziert | nicht qualifiziert |
| Jelisaweta Gretschischnikowa                                                                                                  | 5000 m           | 15:53,41 min   | 18      |               |               |                    |                    | nicht qualifiziert | nicht qualifiziert |
| Natalja Popowa | 5000 m           | 15:32,62 min   | 17      |               |               |                    |                    | nicht qualifiziert | nicht qualifiziert |
| Xenija Agafonowa | 10.000 m         |                |         |               |               |                    |                    | 31:43,14 min       | 15                 |
| Marija Konowalowa | 10.000 m         |                |         |               |               |                    |                    | 31:26,94 min       | 11                 |
| Lilija Schobuchowa | 10.000 m         |                |         |               |               |                    |                    | 32:42,36 h         | 19                 |
| Alewtina Biktimirowa | Marathon         |                |         |               |               |                    |                    | 2:27:39 h SB       | 8                  |
| Olga Glock | Marathon         |                |         |               |               |                    |                    | 2:36:57 h          | 28                 |
| Nailja Gainulowna Julamanowa1                                                                                                 | Marathon         |                |         |               |               |                    |                    | 2:27:08 h          | 8                  |
| Ljubow Morgunowa | Marathon         |                |         |               |               |                    |                    | 2:38:23 h          | 31                 |
| Swetlana Wladimirowna Sacharowa                                                                                               | Marathon         |                |         |               |               |                    |                    | 2:29:55 h          | 14                 |
| Larisa Emelianowa | 20 km Gehen      |                |         |               |               |                    |                    | 1:34:31 h          | 13                 |
| Olga Kaniskina | 20 km Gehen      |                |         |               |               |                    |                    | 1:28:09 h          | Gold               |
| Anissja Kirdjapkina | 20 km Gehen      |                |         |               |               |                    |                    | 1:30:09 h          | 4                  |
| Wera Sokolowa | 20 km Gehen      |                |         |               |               |                    |                    | 1:34:35 h          | 14                 |
| Tatjana Dektjarjowa | 100 m Hürden     | 13,51 s        | 33      |               |               | nicht qualifiziert | nicht qualifiziert | nicht qualifiziert | nicht qualifiziert |
| Julija Kondakowa | 100 m Hürden     | 12,88 s SB     | 12      |               |               | 13,00 s            | 16                 | nicht qualifiziert | nicht qualifiziert |
| Jekaterina Schtepa | 100 m Hürden     | 13,50 s        | 32      |               |               | nicht qualifiziert | nicht qualifiziert | nicht qualifiziert | nicht qualifiziert |
| Natalja Antjuch | 400 m Hürden     | 55,40 s        | 7       |               |               | 54,86 s            | 9                  | 54,11 s PB         | 6                  |
| Natalja Iwanowa | 400 m Hürden     | 56,11 s        | 17      |               |               | 56,08 s            | 13                 | nicht qualifiziert | nicht qualifiziert |
| Jelena Tschurakowa | 400 m Hürden     | 56,13 s        | 18      |               |               | 56,11 s            | 14                 | nicht qualifiziert | nicht qualifiziert |
| Gulnara Galkina | 3000 m Hindernis | 9:17,67 min    | 1       |               |               |                    |                    | 9:11,09 min SB     | 4                  |
| Jelena Sidortschenkowa | 3000 m Hindernis | 9:37,16 min    | 22      |               |               |                    |                    | nicht qualifiziert | nicht qualifiziert |
| Julija Saripowa | 3000 m Hindernis | 9:26,64 min    | 7       |               |               |                    |                    | 9:08,39 min PB     | Silber             |
| Jekaterina Wolkowa | 3000 m Hindernis | 9:43,52 min    | 27      |               |               |                    |                    | nicht qualifiziert | nicht qualifiziert |
| Jewgenija Poljakowa Alexandra Fedoriwa Julija Guschtschina Natalja Russakowa nur Vorlauf Julija Tschermoschanskaja nur Finale | 4 × 100 m        | 43,18 s SB     | 5       |               |               |                    |                    | 43,00 s SB         | 4                  |
| Natalja Nasarowa Tatjana Firowa Natalja Antjuch Ljudmila Litwinowa                                                            | 4 × 400 m        | 3:23,80 min SB | 1       |               |               |                    |                    | 3:21,64 min        | 3                  |

1 nachträglich des Dopingvergehens überführt

#### Sprung/Wurf
| Athletin              | Disziplin      | Qualifikation | Qualifikation | Finale             | Finale             |
| Athletin              | Disziplin      | Weite/Höhe    | Platz         | Weite/Höhe         | Platz              |
| --------------------- | -------------- | ------------- | ------------- | ------------------ | ------------------ |
| Swetlana Schkolina    | Hochsprung     | 1,92 m        | 11            | 1,96 m             | 6                  |
| Jelena Slessarenko    | Hochsprung     | 1,95 m        | 9             | 1,92 m             | 10                 |
| Anna Tschitscherowa   | Hochsprung     | 1,95 m        | 4             | 2,02 m SB          | Silber             |
| Julija Golubtschikowa | Stabhochsprung | 4,55 m        | 1             | DNS                | DNS                |
| Jelena Issinbajewa    | Stabhochsprung | 4,55 m        | 1             | NMH                | NMH                |
| Alexandra Kirjaschowa | Stabhochsprung | 4,55 m        | 11            | 4,40 m             | 8                  |
| Tatjana Polnowa       | Stabhochsprung | 4,55 m        | 9             | 4,40 m             | 7                  |
| Olga Kutscherenko     | Weitsprung     | 6,68 m        | 4             | 6,77 m             | 5                  |
| Tatjana Lebedewa      | Weitsprung     | 6,76 m        | 3             | 6,97 m SB          | Silber             |
| Irina Meleschina      | Weitsprung     | 6,39 m        | 19            | nicht qualifiziert | nicht qualifiziert |
| Jelena Sokolowa       | Weitsprung     | 6,51 m        | 13            | nicht qualifiziert | nicht qualifiziert |
| Nadeschda Aljochina   | Dreisprung     | 13,60 m       | 28            | nicht qualifiziert | nicht qualifiziert |
| Tatjana Lebedewa      | Dreisprung     | 14,45 m SB    | 4             | 14,37 m            | 6                  |
| Anna Pjatych          | Dreisprung     | 14,27 m       | 8             | 14,58 m            | Bronze             |
| Anna Awdejewa         | Kugelstoßen    | 18,92 m       | 5             | 19,66 m            | 5                  |
| Natalja Sadowa        | Diskuswurf     | 61,94 m       | 7             | 61,78 m            | 7                  |
| Swetlana Saikina      | Diskuswurf     | 59,31 m       | 20            | nicht qualifiziert | nicht qualifiziert |
| Tatjana Lyssenko      | Hammerwurf     | 71,73 m       | 5             | 72,22 m            | 6                  |
| Marija Abakumowa      | Speerwurf      | 68,92 m WL    | 1             | 66,06 m            | Bronze             |
| Walerija Sabruskowa   | Speerwurf      | 52,87 m       | 28            | nicht qualifiziert | nicht qualifiziert |

#### Siebenkampf
| Athletin           | Disziplin | 100 m Hürden | Hochsprung | Kugelstoßen | 200 m   | Weitsprung | Speerwurf | 800 m          | Punkte | Platz |
| ------------------ | --------- | ------------ | ---------- | ----------- | ------- | ---------- | --------- | -------------- | ------ | ----- |
| Tatjana Tschernowa | Ergebnis  | 13,58 s SB   | 1,74 m     | 12,43 m     | 24,13 s | 6,50 m SB  | 41,88 m   | 2:09,11 min SB | 6288   | 8     |
| Tatjana Tschernowa | Punkte    | 1039         | 903        | 690         | 968     | 1007       | 703       | 978            | 6288   | 8     |